# Lepidochrysops oosthuizeni
Lepidochrysops oosthuizeni је врста лептира из породице плаваца (лат. Lycaenidae).

## Распрострањење
Врста има станиште у Јужноафричкој Републици и Лесоту.

## Угроженост
Ова врста се сматра рањивом у погледу угрожености врсте од изумирања.